# Siemens-Schuckert
Siemens-Schuckert est une compagnie allemande d'ingénierie électrique fondée en 1903 et fusionnée dans Siemens AG en 1966. Elle produit de nombreux avions durant la Première Guerre mondiale, puis des moteurs d'avion et de sous-marin durant l'entre-deux-guerres et la Seconde Guerre mondiale.